# Frenštát pod Radhoštěm (stacja kolejowa)
Frenštát pod Radhoštěm – stacja kolejowa we Frenštácie pod Radhoštěm, w kraju morawsko-śląskim, w Czechach. Znajduje się na wysokości 420 m n.p.m. i leży na linii kolejowej nr 323.